# ویرو دوگان
ویرو دوگان (انگلیسی: Veeru Devgan؛ ۲۱ ژانویه ۱۹۳۴ – ۲۷ مهٔ ۲۰۱۹) کارگردان فیلم، بازیگر و طراح رقص اهل هند بود.

## فیلم‌شناسی

### بازیگر
- انقلاب (۱۹۸۱)
- Sourabh (۱۹۷۹)
- Singhasan(۱۹۸۶)
- Mr. Natwar Lal(۱۹۷۹)

### تهیه‌کننده
- سوگند هندوستان (۱۹۹۹)
- به دل بگو چه کار کنه (۱۹۹۹)
- Singhasan (۱۹۸۶)

### کارگردان
- سوگند هندوستان (۱۹۹۹)

### نویسنده
- جگر (۱۹۹۲)